# Atorox-díj
Atorox díj a legrégebbi finn sci-fi-díj, amelyet a Turun sf társaság ítél oda. 1983 óta évente osztják ki a legjobb hazai sci-fi vagy fantasy a novellának. Az Atorox név Aarne Haapakoski (1904–1961) műveiből ered, aki egyike volt az első sci-fi-írónak Finnországban.

## Díjazottak
| Év   | Szerző                      | Novella                                                | Megjelenés                             |
| ---- | --------------------------- | ------------------------------------------------------ | -------------------------------------- |
| 1983 | Antti Oikarinen             | Jumalten vuori                                         | Portti 4/82                            |
| 1984 | Eija Elo                    | Napoleonin vaihtoviikot                                | Portti 3/83                            |
| 1985 | Pekka Virtanen              | Perinne                                                | Aikakone 3/84                          |
| 1986 | Johanna Sinisalo            | Suklaalaput                                            | Aikakone 2/85                          |
| 1987 | Kimmo Saneri                | Ollin oppivuodet, Aapelin alkuasetelmat                | Tähtivaeltaja 1/86                     |
| 1988 | S. Albert Kivinen           | Keskiyön mato Ikaalisissa                              | Portti 3/87                            |
| 1989 | Johanna Sinisalo            | Hanna                                                  | Atoroxin perilliset (Ursa, 1988)       |
| 1990 | Ari Tervonen                | Matkalla nurinkäännettyyn avaruuteen                   | Aikakone 2/89                          |
| 1991 | Johanna Sinisalo            | Punatähti                                              | Aikakone 1/90                          |
| 1992 | Risto Isomäki               | Puu                                                    | Kristalliruusu (Kirjayhtymä, 1991)     |
| 1993 | Johanna Sinisalo            | Kharonin lautta                                        | Aikakone 1/92                          |
| 1994 | Johanna Sinisalo            | Me vakuutamme sinut                                    | Kultainen naamio (Book Studio, 1993)   |
| 1995 | Atro Lahtela                | Poimu (2 piste 2 viiva 2 piste 8)                      | Tähtivaeltaja 2/94                     |
| 1996 | Eeva-Liisa Tenhunen         | Ursa Amanda                                            | Aikakone 1–2/94–95                     |
| 1997 | Johanna Sinisalo            | Tango merellä                                          | Onnellinen kuolema (Book Studio, 1996) |
| 1998 | Pasi Ilmari Jääskeläinen    | Missä junat kääntyvät                                  | Portti 4/1997<                         |
| 1999 | Pasi Ilmari Jääskeläinen    | Pinnan alla Toiseus piilee                             | Tähtivaeltaja 4/98                     |
| 2000 | Pasi Ilmari Jääskeläinen    | Oi niitä aikoja: elämäni kirjastonhoitajattaren kanssa | Portti 4/99                            |
| 2001 | Johanna Sinisalo            | Lentävä hollantilainen                                 | Portti 1/00                            |
| 2002 | A.C. Ross                   | Sokeat näkevät unia                                    | Portti 4/01                            |
| 2003 | Tero Niemi ja Anne Salminen | Ja jumala kutoi mattoja omista hiuksistaan             | Portti 4/02                            |
| 2004 | Anne Leinonen               | Valkeita lankoja                                       | Portti 4/03                            |
| 2005 | Tero Niemi ja Anne Salminen | Matka Reformaan                                        | Nimbus ja tähdet (Atena, 2004)         |
| 2006 | Jenny Kangasvuo             | Kaikessa lihassa on tahto                              | Portti 2/05                            |
| 2007 | Anne Leinonen               | Toisinkainen                                           | Portti 1/06                            |
| 2008 | Susi Vaasjoki               | Taruntekijä                                            | Portti 4/07                            |
| 2009 | Mari Saario                 | Kenkänaula                                             | Portti 1/08                            |
| 2010 | Heikki Nevala               | Koneesta sinä olet syntyvä                             | Portti 4/09                            |
| 2011 | Anne Leinonen               | Nahat                                                  | Portti 3/10                            |
| 2012 | Pasi Ilmari Jääskeläinen    | Kirje Lethelle                                         | Valhe & viettelys                      |
| 2013 | Anni Nupponen               | Joka ratasta pyörittää                                 | Steampunk! Koneita ja korsetteja       |
| 2014 | Jussi Katajala              | Mare Nostrum                                           | Huomenna tuulet voimistuvat            |
| 2015 | Maiju Ihalainen             | Terrakotta                                             | Portti 4/13                            |
| 2016 | Magdalena Hai               | Kaunis Ululian                                         | Kristallimeri                          |
| 2017 | Maiju Ihalainen             | Itkevän taivaan temppeli                               | Portti 1/16                            |
| 2018 | Jenny Kangasvuo             | Musta otsa                                             | Portti 4/16                            |
| 2019 | Janos Honkonen              | Sadan vuoden huuto                                     | Portti 4/2017                          |
| 2020 | Reetta Vuokko-Syrjänen      | Emma Halmin vaihtoehdot kuolemalle                     | Portti 1/2019                          |
| 2021 | Reetta Vuokko-Syrjänen      | Neljäs porsas                                          | Kosmoskynä 1/2020                      |
| 2022 | Maarit Leijon               | Mustarastas                                            | Portti 4/2020                          |

## Fordítás
- Ez a szócikk részben vagy egészben  az   Atorox-palkinto című finn Wikipédia-szócikk fordításán alapul.  Az eredeti cikk szerkesztőit annak laptörténete sorolja fel. Ez a jelzés csupán a megfogalmazás eredetét és a szerzői jogokat jelzi, nem szolgál a cikkben szereplő információk forrásmegjelöléseként.